# Israel Nathan Herstein
Israel Nathan Herstein (Lublino, 28 marzo 1923 – Chicago, 9 febbraio 1988) è stato un matematico polacco naturalizzato statunitense, professore all'Università di Chicago dal 1951.
Ha lavorato su varie aree dell'algebra, tra cui la teoria degli anelli, con più di 100 articoli scientifici e oltre una dozzina di libri. Molto conosciuto è un suo manuale introduttivo per l'insegnamento universitario dell'algebra astratta, tradotto in numerose lingue, tra cui l'italiano.
Nonostante il suo nome all'anagrafe fosse Israel Nathan, fu chiamato da tutti Yitzchak (o col nomignolo Yitz) dopo che i suoi insegnanti di scuola primaria avevano preso a chiamarlo in quel modo. Tutte le sue pubblicazioni riportano, invece, il suo nome abbreviato come I. N. Herstein.

## Biografia
Herstein era nato nel 1923 a Lublino, in Polonia. Suo padre emigrò in Canada nel 1926, dove la famiglia poté ricongiungersi nel 1929. Crebbe nel clima della Grande depressione, in un quartiere difficile di Winnipeg, un ambiente aspro e disagiato in cui, come amava dire, era possibile "diventare un gangster o un professore di college" Durante gli anni di scuola si dedicò al calcio, all'hockey su ghiaccio, al golf, al tennis, e al biliardo. Svolse vari lavori, tra cui l'imbonitore alle fiere.
Ottenne il Bachelor of science dalla Università del Manitoba e il Master of Arts dalla Università di Toronto. Conseguì il Ph.D alla Università dell'Indiana nel 1948, avendo come relatore Max Zorn. Lavorò all'Università del Kansas, alla Università statale dell'Ohio, all'Università della Pennsylvania, alla Cornell University, prima di stabilirsi in modo permanente all'Università di Chicago nel 1962. Fu Guggenheim Fellow nell'anno accademico 1960–1961.
Herstein è apprezzato per il lucido stile di scrittura e di esposizione, esemplificato dal suo classico e influente Topics in Algebra, un manuale universitario per corsi introduttivi all'algebra astratta, pubblicato nel 1964, più volte ripubblicato e tradotto in varie lingue. Un altro testo classico, di livello più avanzato, è il suo Noncommutative Rings nella serie editoriale Carus Mathematical Monographs della Mathematical Association of America. I suoi principali interessi di studio erano nella teoria degli anelli non commutativi, ma scrisse anche su gruppi finiti, algebra lineare, ed economia matematica.
Ha avuto 30 studenti di dottorato, e ha molto viaggiato per lavoro, insegnando in vari paesi.
Parlava varie lingue tra cui l'italiano, il polacco, il portoghese.
Aveva un intenso rapporto con l'Italia e l'ambiente universitario italiano, in particolare con la Sapienza di Roma, città da lui molto amata, nella quale si recava così spesso da tenervi un'automobile. Amava molto la cucina italiana e aveva una serie di ristoranti italiani preferiti nelle varie città in cui si recava: Luigi's a Chicago, Dimaggio's a San Francisco, Valerio's a Cincinnati, la Trattoria Otello a Roma, Sardis o Manganaro's a New York, The Annex in Nassau Street a Princeton.
Morì di cancro a Chicago nel 1988. Tra i suoi studenti dottorali vi sono Miriam Cohen, Susan Montgomery, Karen Parshall, Claudio Procesi, Lance W. Small, Murray Schacher.

## Pubblicazioni scelte
- On the Lie ring of a simple ring, in Proc Natl Acad Sci U S A, vol. 40, n. 5, maggio 1954,  pp. 305-306, DOI:10.1073/pnas.40.5.305, PMC 534126, PMID 16589478.
- A counterexample in Noetherian rings, in Proc Natl Acad Sci U S A, vol. 54, n. 4, ottobre 1965,  pp. 1036-1037, DOI:10.1073/pnas.54.4.1036, PMC 219788, PMID 16578617.
- Rings with involution, Chicago & London, University of Chicago Press, 1976,  pp. x+247 pp..[4]